# NGC 3242
NGC 3242 je planetna maglica u zviježđu Vodenoj zmiji.
Ovu planetnu maglicu najčešće zovu Jupiterov duh (eng. Ghost of Jupiter, Jupiter's Ghost) zbog sličnosti veličine s planetom gledano sa Zemlje, a također ju zovu i maglicom Oka (eng. Eye Nebula).
Maglica je duga dvije svjetlosne godine Od kraja do kraja maglice ima dvije svjetlosne godine. U središtu je bijeli patuljak prividne magnitude 11. Unutarnji slojevi maglice formirali su se prije oko 1500 godina. Dva kraja maglice označena su FLIERima, uškastim formacijama brzogibajućeg plina obično obojanog crveno u slikama bojanim u neprirodnim bojama.

## Vanjske poveznice
- SEDS: NGC 3242
- (eng.) Revidirani Novi opći katalog
- (eng.) Izvangalaktička baza podataka NASA-e i IPAC-a
- (eng.) Astronomska baza podataka SIMBAD
- (eng.) VizieR